# Des Knaben Wunderhorn

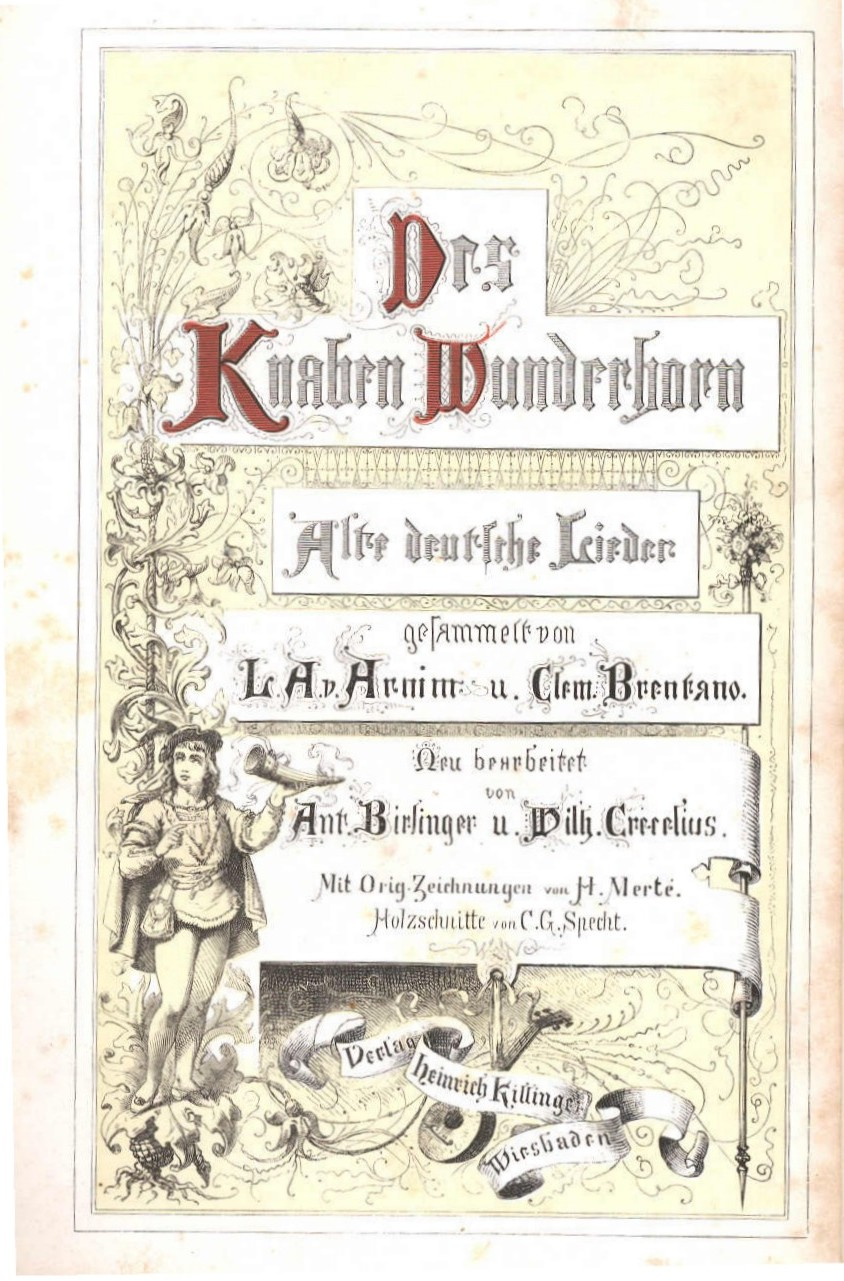
Capa de uma edição de 1874

Des Knaben Wunderhorn (alemão, em português - literalmente: A trompa mágica do menino, referindo-se a um objeto mágico como a cornucópia) é uma coleção de textos de canções populares, publicada em três volumes em Heidelberg pelos poetas e escritores alemães Achim von Arnim e Clemens Brentano entre 1805 e 1808. A coleção contém canções da Idade Média até o Século XVIII.
As canções foram musicadas - entre outros - por Gustav Mahler entre 1892 a 1901. Alguns autores as mencionam em número de 12, porém o compositor musicou, na verdade, 24 daqueles poemas. Gravações, como a realizada por Leonard Bernstein, Christa Ludwig, Walter Berry e a Filarmônica de Nova York (outubro de 1967 e fevereiro de 1969 SONY Classical SMK 47590), apresentam esta coleção em número de 13 canções, obedecendo a uma sequência determinada pelo(s) intérprete(s). São elas:
- 1. Der Schildwache Nachtlied (Canção noturna do sentinela);
- 2. Wer hat dies Liedlein erdacht? (Quem inventou esta cançãozinha?);
- 3. Der Tamboursg'sell (O jovem do tambor);
- 4. Rheinlegendchen (A pequena lenda do Reno);
- 5. Lied des Verfolgten im Turm (Canção do perseguido na torre);
- 6. Uhrlicht (Luz primordial);
- 7. Revelge (Toque de levantar);
- 8. Des Antonius von Paduas Fischpredigt (O sermão de St. Antônio de Pádua aos peixes);
- 9. Verlorne Müh' (Esforço perdido);
- 10. Wo die schönen Trompeten blasen (Lá onde soam os belos trompetes);
- 11. Lob des hohen Verstandes (Louvor ao alto intelecto);
- 12. Das irdische Leben (A vida terrena);
- 13. Trost im Unglück (Consolo na desventura).

## Edições
- Arnim, Achim von; Brentano, Clemens (Ed..): Des Knaben Wunderhorn. Alte deutsche Lieder, 3 Vol.; Tübingen: J. C. B. Mohr, 1926; Reprodução da edição: Heidelberg: Mohr und Winter, 1819
- Arnim, Achim von; Brentano, Clemens (Ed.): Des Knaben Wunderhorn. Alte deutsche Lieder; ed. por Heinz Rölleke; Frankfurt am Main; Leipzig: Editora Insel, 2003; ISBN 3-458-17150-9